# Sály Vízfő-tanösvény
A Délkeleti-Bükk vagy Déli-Bükk területe a Hór-völgy és a Szinva-völgy közötti, 600-700 méter tengerszint feletti átlagmagasságú, főként karsztos területeket foglalja magába.

## Leírása
A Sály Vízfő tanösvény 10 állomásból áll és a Délkeleti-Bükk lábánál, 13,3 km hosszan, Sály község területén és határában húzódik.
A két részre; úgynevezett kis- és nagy-körre osztott tanösvény bejárása 5-6 órát vesz igénybe. A tanösvény látnivalóit ismeretterjesztő táblák és kiadványok mutatják be.
Kiindulópontja a Sály községben található Négyesi-Szepessy kastélyiskola, míg az utolsó állomása az egykori kőfejtő.
A tanösvény bejárásával betekintést nyerhetünk Sály gazdag történelmét, a régi és a mai emberek életét, a környék gazdag  növény- és állatvilágát, a terület földtörténetét és kőzettanát, valamint a Vízfő-forrás karszt-hidrodinamikai rendszerét is.

## A Sály Vízfő-tanösvény állomásai
- 1. állomás: Négyesi-Szepessy kastély - A kastélyt Örsúr utolsó leszármazottja Sályi-Tibold Zsigmond kezdte építeni még az 1600-as években. Az ő felesége volt Kakasfalvi Csuda Zsuzsánna, aki férje korai halála után Négyesi-Szepessy Pálhoz ment újból férjhez. Ő fejezte be a kastély építését is, amely mai formáját a 18. században nyerte el. Ma általános iskola működik benne.
- 2. állomás: Gárdonyi Géza emlékház
- 3. állomás: Eötvös-Gorove kastély és parkja
- 4. állomás: Déli-Bükk, Bükkalja panorámája
- 5. állomás: A bükkaljai gyepek élővilága
- 6. állomás: Hagyományos erdőgazdálkodás és tájhasználat - Mocsolyás
- 7. állomás: Erdőtársulások és élőhelyek a Bükk hegység peremén
- 8. állomás: Lélek-lyuk és a Vízfő-forrás (Bükki Nemzeti Park)
- 9. állomás (kiskör): Latorvár-tető Növénytársulások és várak a hegytetőn - Örsúr vára, Latorvár
- 10. állomás: Kőfejtők. Sály környékének földtana.